# Tobe Hooper
Willard Tobe Hooper  (Austin, 25 de janeiro de 1943 — Sherman Oaks, 26 de agosto de 2017) foi um diretor de cinema e TV, roteirista e produtor norte-americano mais conhecido por seus trabalhos com filmes de terror, sendo criador de clássicos do cinema, como a obra-prima de Hooper, “O Massacre da Serra Elétrica” (1974) e “Poltergeist - O Fenômeno” (1982).

## Biografia
Aos 9 anos já demonstrava interesse por filmes e antes de se tornar um cineasta, passou a década de 1960 como professor universitário, lecionava cinema na Faculdade de Austin, no Texas, onde se formara alguns anos antes e também como Cameraman e fotógrafo de documentários. Seu primeiro filme chama-se "Eggshells" e fez parte do circuito universitário durante o ano de 1969, rendendo vários prêmios, mas sem nunca receber um lançamento no Cinema.
Em 1974, Hooper atinge a fama ao lançar uma de suas obras mais notórias, O Massacre da Serra Elétrica, parcialmente inspirado no assassino em série Ed Gein. O Massacre da Serra Elétrica de Hooper custou 140 mil dólares e rendeu quase 40 milhões no mundo inteiro. Teve sua venda e exibição proibida em vários países e recebeu a censura máxima norte-americana, a classificação NC-17, chamada de X, na qual somente maiores de 17 anos podem assistir. Com as censuras pelo mundo, a publicidade em torno do filme aumentou e fez do segundo trabalho do diretor um cult. É considerado por muitos o pai do gênero Slasher por causa desse seu grande clássico do terror.[carece de fontes?] Hooper desembarcou em Hollywood disposto a fazer mais pelo cinema de terror. Reuniu parte do elenco de sua primeira produção e produziu Eaten Alive, em 1977, filme nunca lançado no Brasil. Versa sobre um zelador de um motel que alimenta seus animais de estimação, jacarés, com carne humana. Após ser dispensado da produção de um thriller de ficção-científica chamado The Dark, produzido pela Ventures Internacional de Cinema, em 1979, Hooper trabalhou em uma minissérie de TV chamada Salem's Lot, escrita por Stephen King, Salem's Lot é um romance de terror e foi vencedor do prêmio World Fantasy Award de Melhor Romance em 1976.
Em 1981, lançou outro grande clássico do terror: Pague para Entrar, Reze para Sair, para a Universal Pictures, filme precursor de todos os filmes de parque de diversões macabros. Na história quatro jovens decidem passar a noite dentro de um brinquedo de um parque de diversão. Mas ao testemunharem um assassinato, são perseguidos pelo criminoso, que usa uma máscara de Frankenstein.
Mas foi em Poltergeist - O Fenômeno, de 1982, em parceria com Steven Spielberg, que Hooper dirigiu um dos grandes sucessos do cinema mundial, alcançando o auge de seu trabalho, com três indicações ao Oscar. A produção é cercada de mistérios até hoje e é bem conhecida a maldição dos quatro atores que morreram durante a produção da trilogia.
Tobe assinou contrato com dois conhecidos diretores israelenses. Menahem Golan e Yoram Globus, auxiliando na produção de diversos filmes, entre eles Força Sinistra em 1985.
Em 1986, Hooper tentou repetir a façanha e dirigiu O Massacre da Serra Elétrica 2, infelizmente, o filme não conseguiu o mesmo sucesso do primeiro. Já na década de 90, mas sem Hooper, foi produzido Leatherface: O Massacre da Serra Elétrica 3. Com muito sangue e violência, o filme trouxe de volta o mais terrível e inconsequente da família Hewett. Contudo, passou despercebido da crítica, mas é sempre lembrado pelos fãs do terror. A partir daí a carreira de Tobe voltou-se para projetos menores, tentou voltar à fama dirigindo dois filmes de Robert Englund, o eterno Freddy Krueger, Terror Noturno (1993) e Mangler, O Grito de Terror.
Entre 1986 e 1988, Hooper produziu vários filmes em formato para a TV, entre eles alguns episódios de Freddy Nightmare's, uma série de contos de terror exibida pela rede ABC que tinha como apresentador Robert Englund interpretando Freddy Krueger.
Depois da fase na TV, Tobe voltou ao Cinema com Combustão Espontânea(1990).
Entre 1990 e 2002, retornou para a TV produzindo novos filmes em forma de episódios. Sua ressurreição aconteceu em 2003, quando Michael Bay o convidou para reescrever o roteiro e participar da produção do remake de O Massacre da Serra Elétrica.
Após a parceria com Bay, Tobe Hooper iniciou o filme Noites de Terror(2004) e filmou Mortuary (2005).
Participou da série Mestres do Terror, para a qual dirigiu dois episódios.
Hooper inventou o terror ultrarrealista que culmina hoje em franquias como Sexta-Feira 13 e Jogos Mortais.
Hooper morreu em Sherman Oaks (Califórnia), em 27 de agosto de 2017, aos 74 anos.

## Filmografia

### Longas-metragens
- 1969 - Eggshells
- 1974 - O Massacre da Serra Elétrica
- 1977 - Eaten Alive
- 1979 - Os Vampiros de Salém
- 1981 - Pague para Entrar, Reze para Sair
- 1982 - Poltergeist - O Fenômeno
- 1985 - Força Sinistra
- 1986 - Invasores de Marte
- 1986 - O Massacre da Serra Elétrica 2
- 1990 - Combustão Espontânea
- 1990 - A Morte Veste Vermelho
- 1991 - Haunted Lives: True Ghost Stories
- 1993 - Noites de Terror
- 1993 - Trilogia do Terror
- 1995 - Mangler, O Grito de Terror
- 1999 - Apartamento 17
- 2000 - Crocodilo
- 2002 - Shadow Realm
- 2005 - Noites de Terror
- 2006 - Mortuária
- 2012 - Djinn

### Séries de TV
- 1987 - “Histórias Maravilhosas” (Amazing Stories, episódio “Miss Stardust”)
- 1988 - “A Hora do Pesadelo - O Terror de Freddy Krueger” (Freddy's Nightmares, episódio “No More Mr. Nice Guy”)
- 1988 - “The Equalizer” (episódio “No Place Like Home”)
- 1991 - “Contos da Cripta” (Tales from the Crypt, episódio “Dead Wait”)
- 1995 - “Nowhere Man” (episódios “Turnabout” e “Absolute Zero”)
- 1996 - “Dark Skies” (episódio “The Awakening”)
- 1997 - “Perversões da Ciência” (episódio “Panic”)
- 2000 - “Os Sensitivos” (The Others, episódio “Souls on Board”)
- 2001 - “Visões Noturnas” (Night Visions, episódios “A Carga” e "O Labirinto")
- 2002 - “Taken”
- 2006 - “Mestres do Terror” (Masters of Horror, episódio “Dance of the Dead)”
- 2006 - “Mestres do Terror” (Masters of Horror, episódio “The Damned Thing”)

### Ator
- 1971 - “The Windsplitter”, Joby
- 1986 - “O Massacre da Serra Elétrica 2” (The Texas Chainsaw Massacre 2), Homem no corredor do hotel (não creditado)
- 1992 - “Sonâmbulos” (Sleepwalkers), Técnico legista
- 1993 - “Trilogia do Terror” (Body Bags), (Feito para TV), Funcionário do necrotério
- 2009 - “Into the Dark: Exploring the Horror Film” (Documentário), Tobe Hooper

### Compositor
- 2003 - “O Massacre da Serra Elétrica” (The Texas Chainsaw Massacre)
- 1986 - “O Massacre da Serra Elétrica 2” (The Texas Chainsaw Massacre 2)
- 1974 - “O Massacre da Serra Elétrica” (The Texas Chain Saw Massacre)

## Principais prêmios e indicações
- Academia de Ficção Científica, Horror e Fantasia

-Melhor Diretor - “Poltergeist - O Fenômeno” (Indicado)
- Fantasporto

-Melhor Filme - “Combustão Espontânea” (Ganhou)
-Melhor Filme -  “O Massacre da Serra Elétrica 2” (Ganhou)